# قطع بزرگ (دوربین)

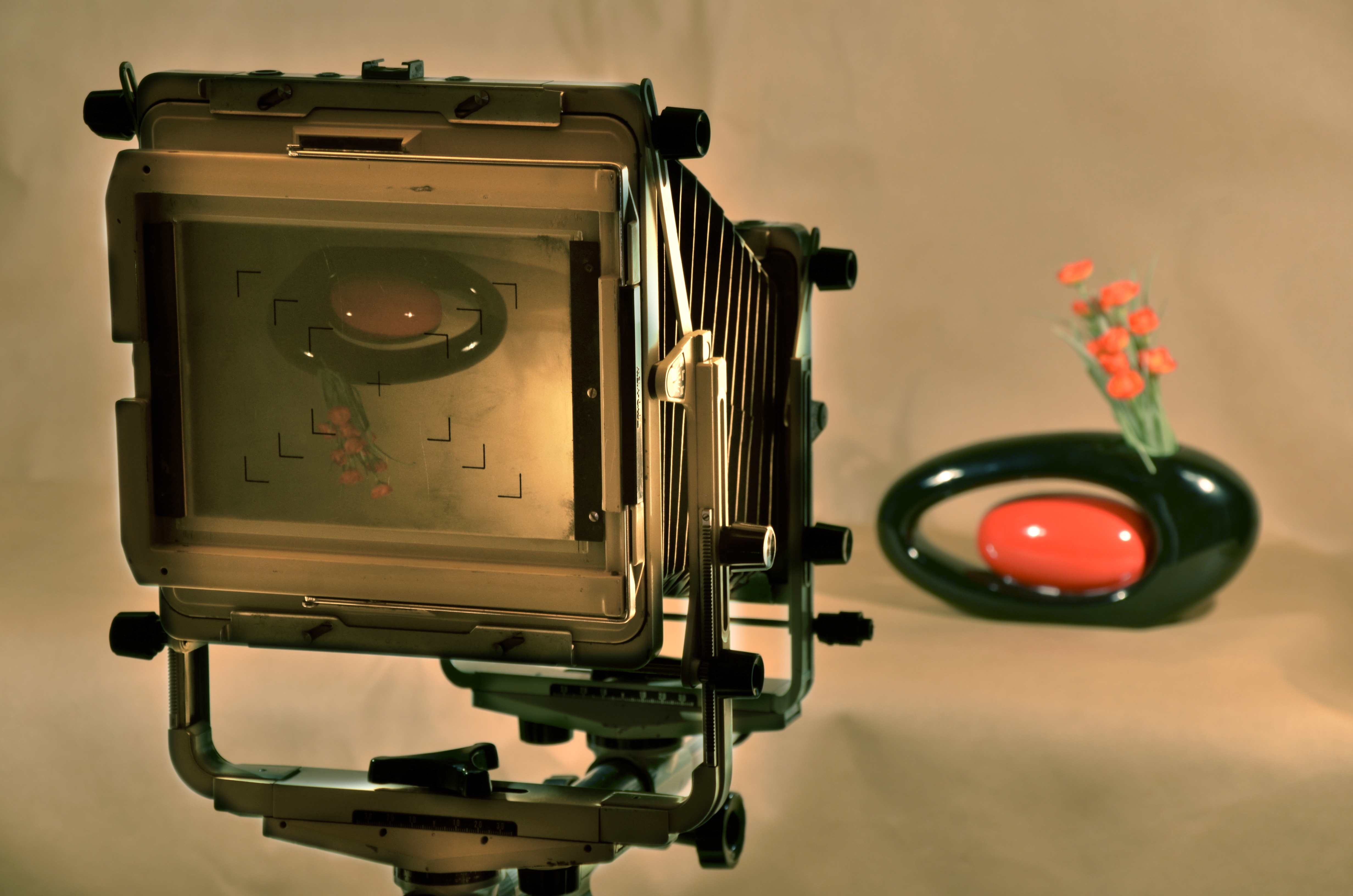
دوربین تویو ۱۳x۱۸

دوربین قطع بزرگ، به دوربین‌هایی گفته می‌شود که به‌طور استاندارد از فیلم تخت استفاده می‌کنند. اغلب دوربین‌های قطع بزرگ روی یک شاسی تک محوری سوار هستند. این حالت امکان مانور بیشتری نسبت به شاسی تخت، به دوربین می‌دهد. این دوربین‌ها دارای دو صفحه اصلی هستند، یکی صفحه نصب عدسی، که در این دوربین‌ها به استاندارد جلو شهرت دارد و دیگری استاندارد عقب که همان ص
حه فوکوس (شیشه مات) است. حرکات شیفت، تیلت، سوینگ، ریزینگ در هر دو استاندارد (جلو و عقب) قابل اجراء است. البته بعضاً بخاطر کارهای سریع عکاسی و مواردی که نیاز چندانی به آگراندیسمان بزرگ نتیجه نباشد، با استفاده از پشتی فیلم رول، از فیلم ۱۲۰ یا ۲۲۰ هم می‌توان در این دوربین‌ها استفاده کرد.

## دوربین قطع بزرگ - View Camera

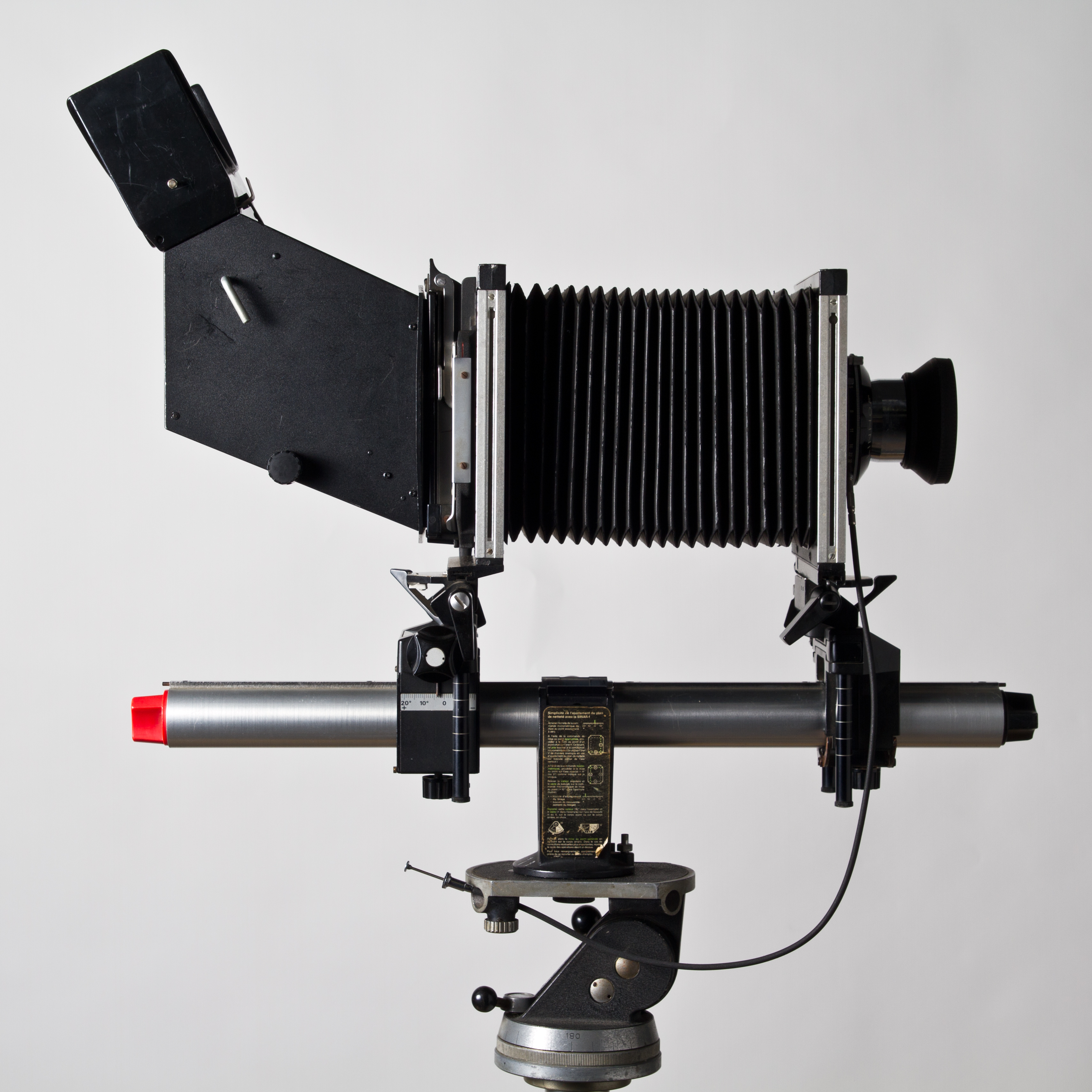
سینار اف با هود گراند گلاس

یک شاسی، دو صفحه استاندارد و فانوس، قسمت‌های اصلی یک دوربین قطع بزرگ هستند. بعضاً از کیسه‌های ضد نور و امن نایلونی نیز، بخاطر قدرت مانور بیشتر، به جای فانوس استفاده می‌شود. مخصوصاً زمانی که از لنزهای زاویه باز استفاده می‌شود و قسمت میانی دوربین باید کاملاً جمع شود.
تصویر حاصله بر روی شیشه مات دوربین‌های قطع بزرگ معکوس دو طرفه (چپ، راست و بالا، پایین) است.
اندازه محبوب
محبوب‌ترین اندازه دوربین قطع بزرگ، اندازه ۴x۵ اینچ آن است. نسبت اندازه این قطع از فیلم به فیلم ۱۳۵ تقریباً ۱۵ برابر است. لنز در این دوربین‌ها از قدرت پوششی وسیعی برخوردار است تا امکان حرکات چهارگانه میسر گردد. نصب کاش فیلم در استاندارد عقب، معمولاً به دو صورت افقی و عمودی امکان‌پذیر است. چرا که برای عکسبرداری با کادر عمودی یا افقی، کج کردن یک دوربین قطع بزرگ بر روی سه‌پایه تقریباً غیر عملی است.

### فوکوس
معمولاً برای دیدن واضح تصویر منعکس شده بر روی شیشه مات از پارچه ضخیم سیاه رنگی به عنوان سایه انداز استفاده می‌کنند. برای کارهای دقیق و ماکرو استفاده از ذره‌بین‌های مخصوصِ فوکوس در کار با این دوربین‌ها الزامی است.

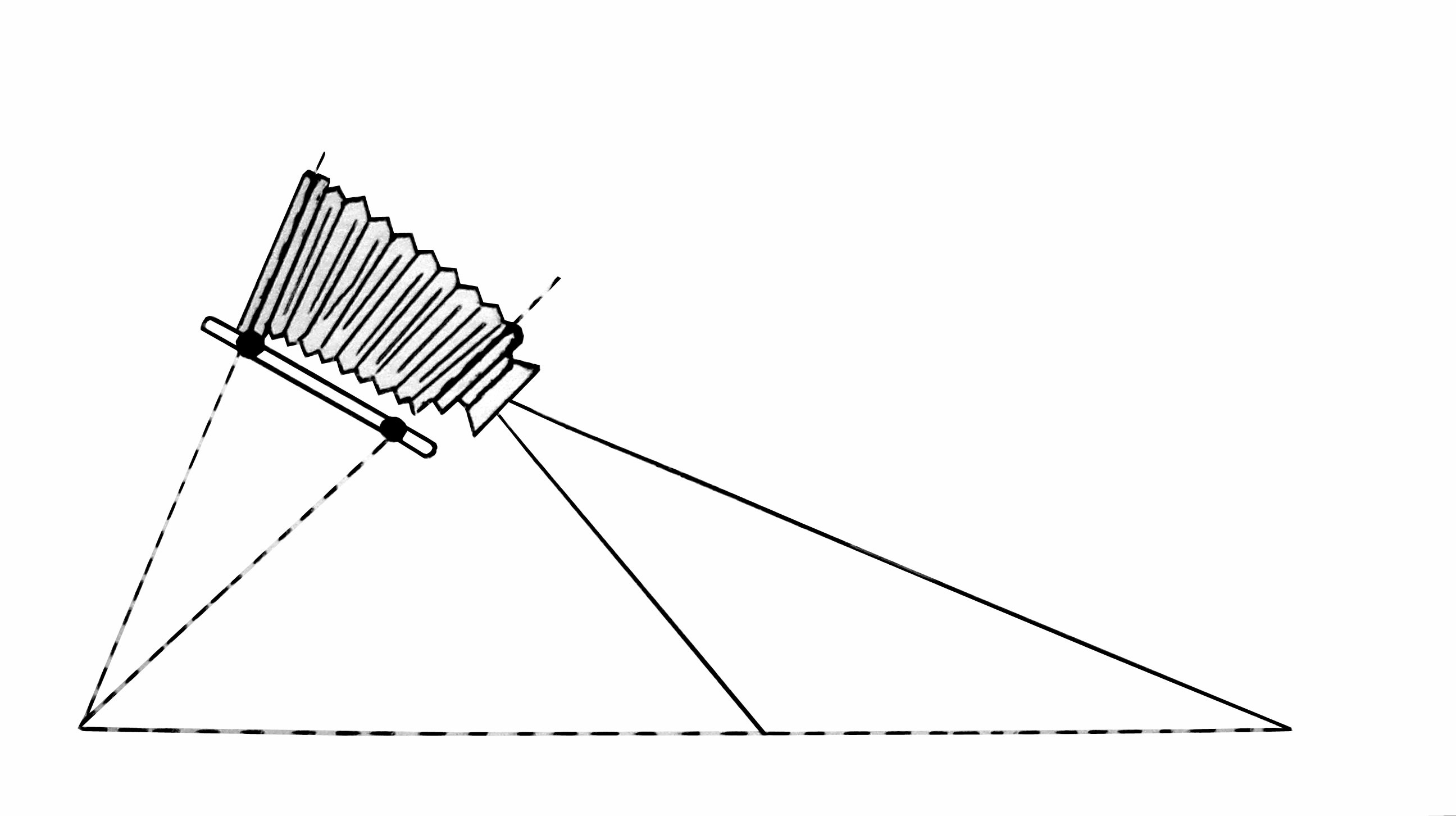
اصل شایم فلوک برای به‌دست آوردن حداکثر عمق میدان وضوح، در دوربین‌های قطع بزرگ

## لنز

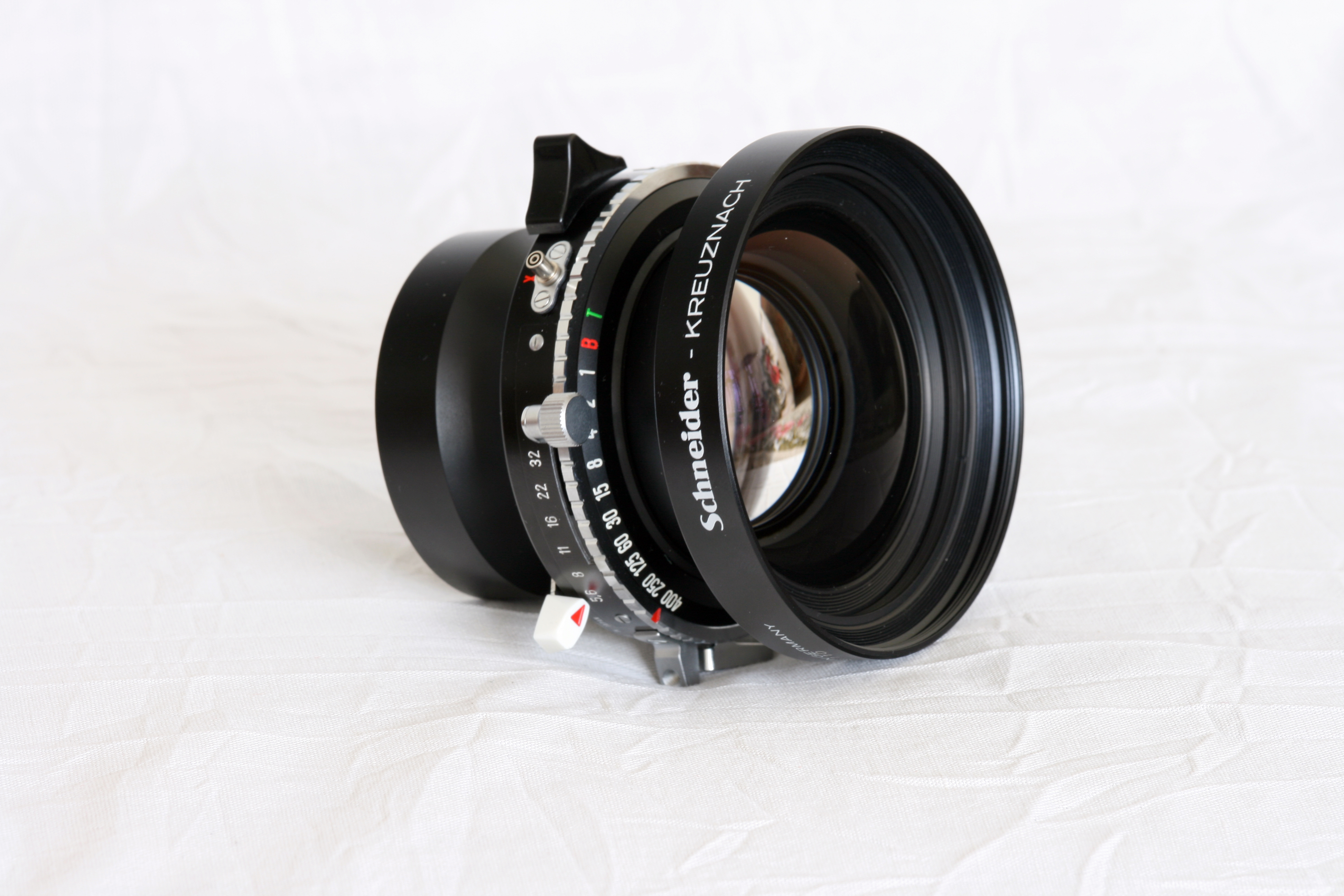
یک لنز شنایدر ۲۱۰ میلی‌متری که لنز نرمال قطع ۱۳*۱۸ می‌باشد.

## حرکات چهارگانه

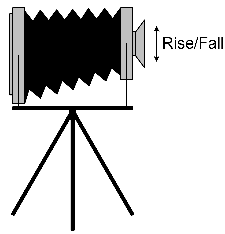
ریزینگ
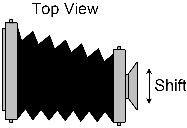
شیفت
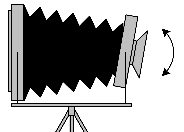
تیلت استاندارد جلو
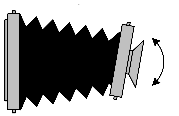
سوینگ

## اصل کلّی نورسنجی
اگر فاصله استاندارد فیلم با لنز دوربین تغییر کند، درجات دیافراگم و شاتر ارزش اسمی خود را از دست داده و باید متغییرها را برای به‌دست آوردن ارزش جدید لحاظ کرد. به عنوان مثال با استفاده از یک حلقه گسترش فاصله کانونی، دیگر عمق میدان همانی نیست که بر روی جدول لنز دیده می‌شود. با توجه به اینکه در دوربین‌های قطع بزرگ فاصله لنز و فیلم همواره در حال تغییر است، باید برای به‌دست آوردن نتیجه‌ای درخور این دوربین‌ها، نور را از روی شیشه مات دوربین خوانده و اعمال نمود.

### اصلاح پرسپکتیو
اصلاح پرسپکتیو در دوربین‌های قطع بزرگ به عهده صفحه استاندارد عقب است. معمولاً این کار به حرکت ریزینگ صورت می‌گیرد. بعضاً با استفاده از حرکت تیلت نیز این کار انجام می‌گیرد.

بروز پرسپکتیو بخاطر تغییر زاویه دوربین نسیت به سوژه

اصلاح پرسپکتیو با جابجایی صفحه استاندارد عقب و ثابت نگه داشتن زاویه دوربین

## موارد استفاده

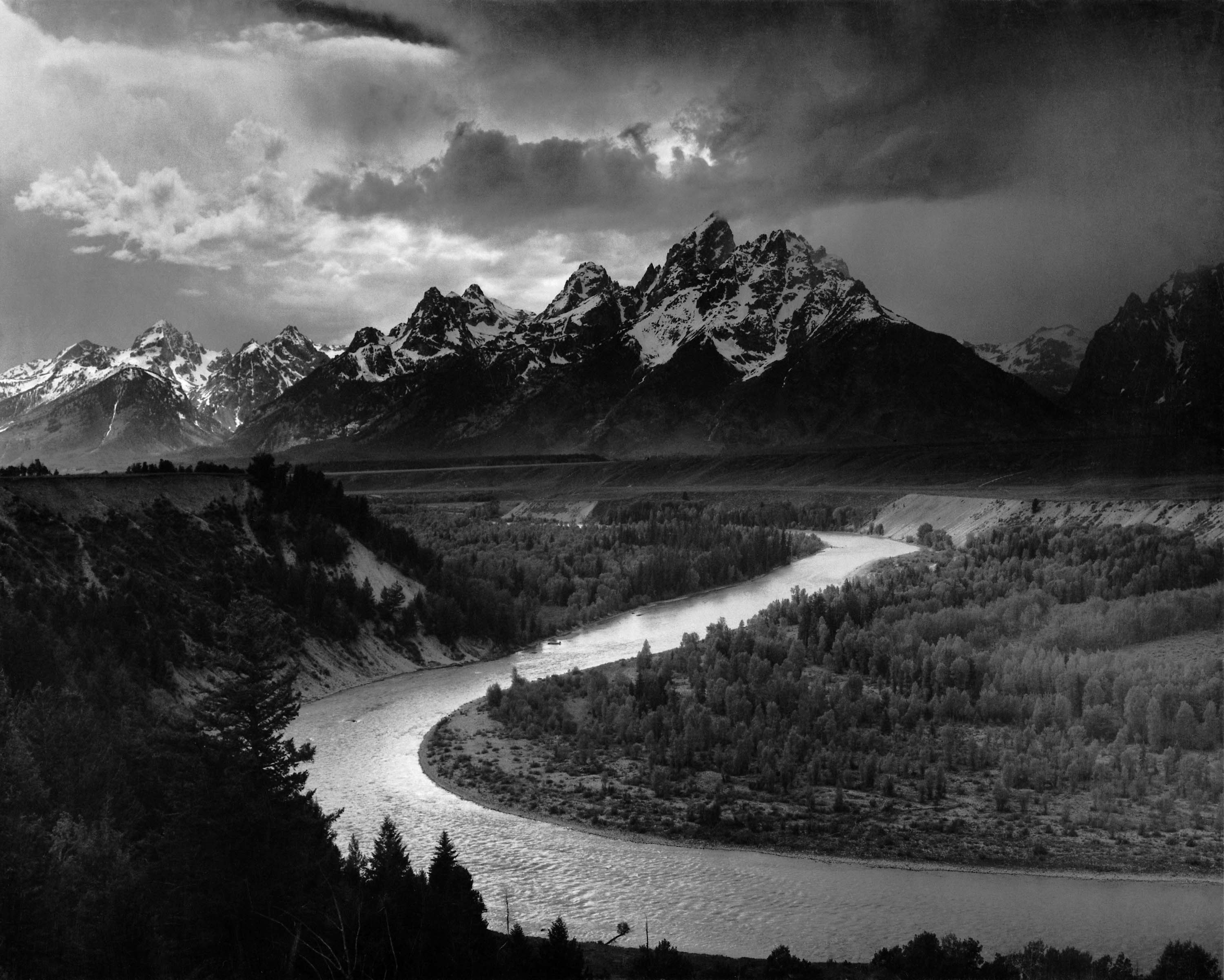
عکاسی قطع بزرگ، رودخانه اسنک ۱۹۴۲، از انسل آدامز.

اندازه 4x5 این دوربین‌ها، کارایی بسیار مناسبی در عکاسی مطبوعاتی داشت. چرا که با چاپ تماسی تصویر مستقیماً بر روی صفحات روزنامه‌ها انتقال می‌یافت. این کار در سال‌های ۱۹۴۰ تا ۱۹۵۰ رواج زیادی یافت. حتی با ظهور و ورود دوربین‌های ۱۳۵ - سال ۱۹۳۰ - که راحت‌تر و جمع و جورتر بودند، استفاده از دوربین قطع بزرگ 4x5 اینچی تا اواسط دهه ۱۹۵۰ ادامه داشت.
عکاسی با دوربین قطع بزرگ محدود به سیستم آنالوگ نشده و پشتی دیجیتال با قابلیت نصب بر روی این دوربین‌ها، آن‌ها را به نسل جدید پیوند داده‌است. بعضاً با نصب پشتی دیجیتال دوربین قطع متوسط و عکسبرداری با قبول مقداری کراپ و بعضاً با استفاده از سیستم مولتی شات یا اسکنرهایی که برای دوربین‌های قطع بزرگ طراحی شده‌اند، با زمان نوردهی چند ثانیه تا چند دقیقه، می‌توان تصاویری عالی، با حجم بیش از ۱ گیگابیت به‌دست‌آورد. میکرواسکن سینار یکی از مشهورترین این سیستم‌ها است.
عکاسی قطع بزرگ، با قابلیت استفاده از فیلم و پشتی دیجیتال، هنوز هم برای بسیاری از کارهای عکاسی، استفاده می‌شود. به عنوان مثال: عکاسی منظره، عکاسی تبلیغاتی، عکاسی هنری، عکاسی صنعتی و کلیه عکاسی‌های که درون آتلیه انجام می‌شود برنامه‌های علمی و به‌طور کلی برای تصاویری که به بزرگنمایی بالا همراه با حفظ جزئیات نیاز دارند. از عکاسان بزرگی که عکس‌های بسیاری با این قطع گرفته‌اند، می‌توان به انسل آدامز و ادوارد وستون اشاره کرد.

## مارک‌های سازنده
از مشهورترین کارخانه‌های سازنده دوربین‌های قطع بزرگ می‌توان از لینهوف Linhof، تویو Toyo، پلوبل، سینار Sinar، چامبر Chambre، و… نام برد.

## عکاسانی که برای استفاده از فرمت بزرگ می‌توان به آنها اشاره کرد
- آرتور ترس
- آلک سوث
- آندریاس گورسکی (۵×۷")
- ادوارد وستون
- امت گاوین
- انسل آدامز
- اوژن آتژه
- ایولین هوفر (۴×۵")
- برند و هیلا بخر
- پائولو روورسی
- پل استرند
- جف وال
- جوئل مایروویتز (۸×۱۰")
- جولیا مارگارت کامرون
- جولیوس شولمن
- چاک کلوز (۲۰×۲۴", ۴۰×۸۰")
- دیوید بارنت
- رابرت آدامز
- راینکه دایک‌اشترا
- ریچارد اودان
- سالی مان
- مارگارت برک-وایت
- مرلین بریج
- واکر ایوانز
- ویجی (۴×۵")
- هرمان لئونارد
- هیروشی سوگیموتو
- یوسف کارش (۸×۱۰")

## نگارخانه

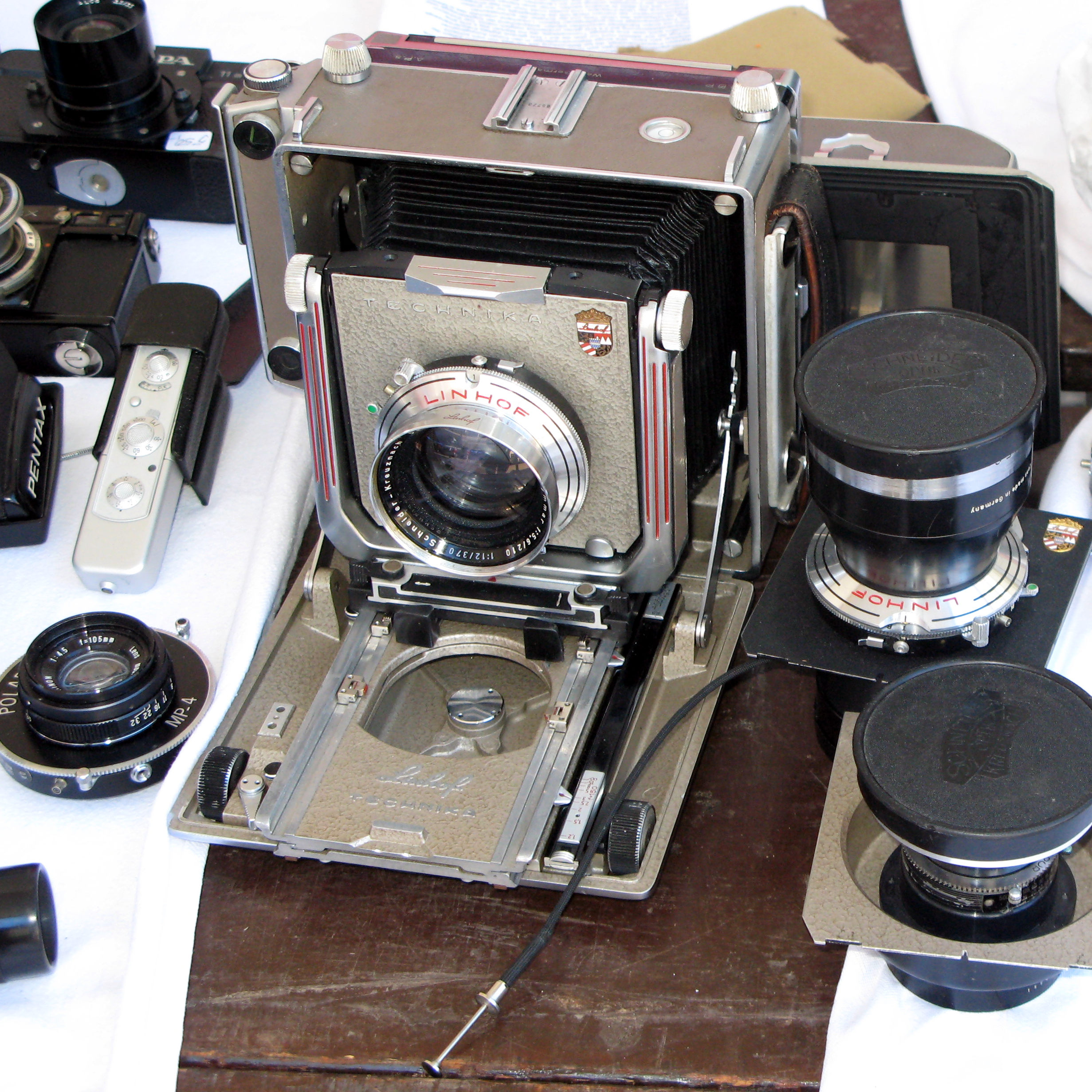
دوربین قطع بزرگ لینهوف
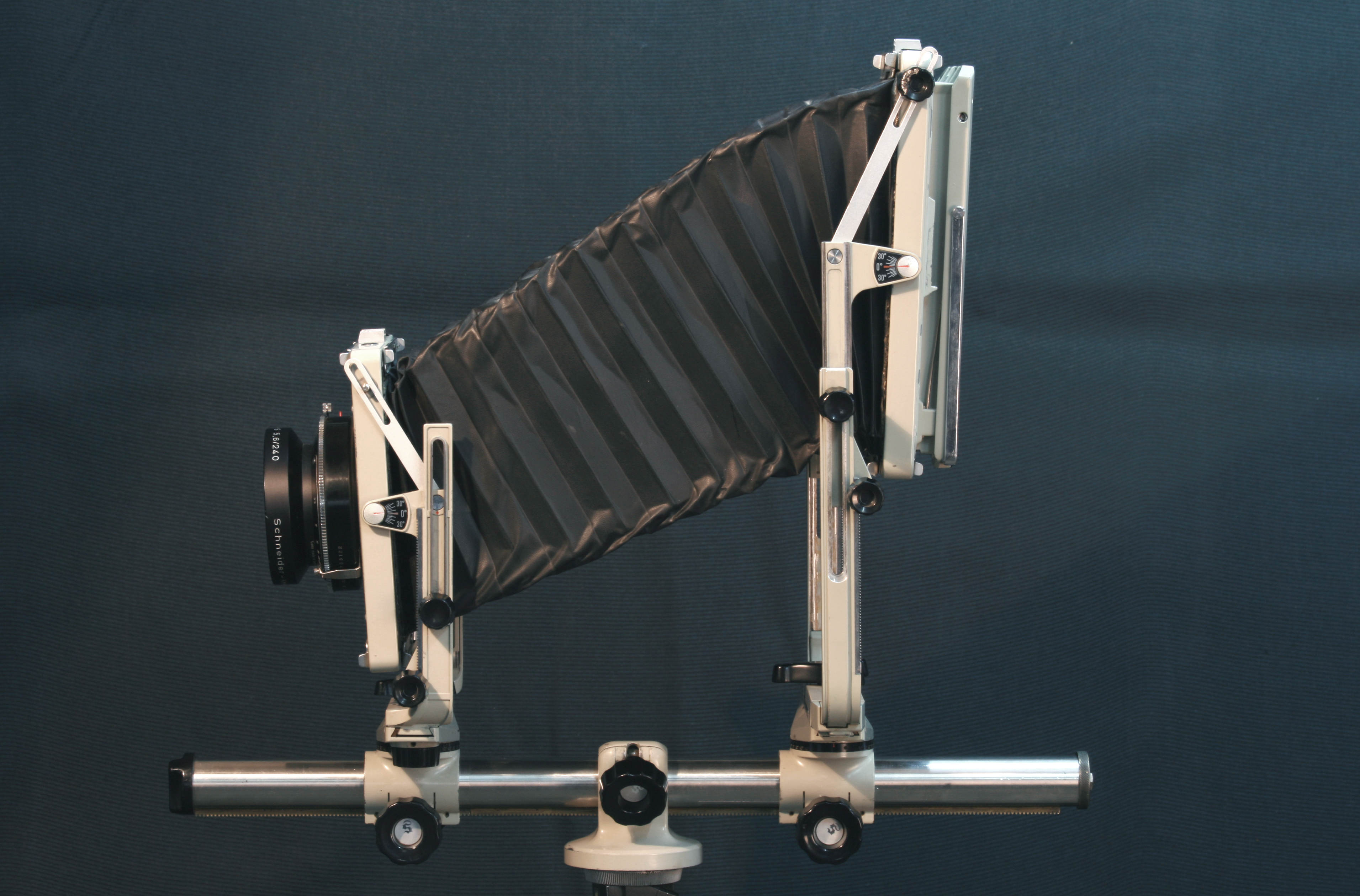
دوربین 13x18 مونو ریل تویو
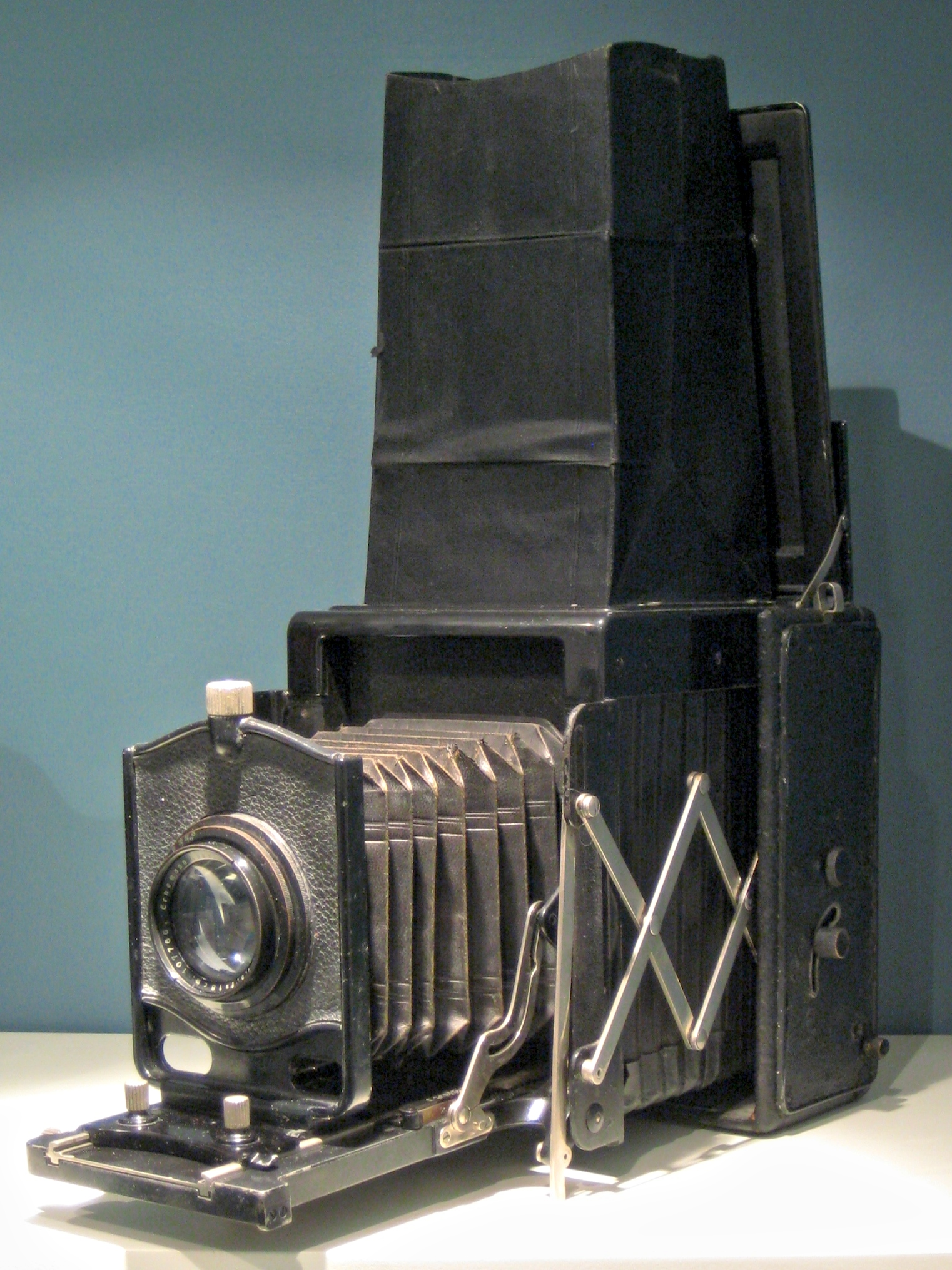
یک اِرنوفلکس قدیمی با شاسی مسطح
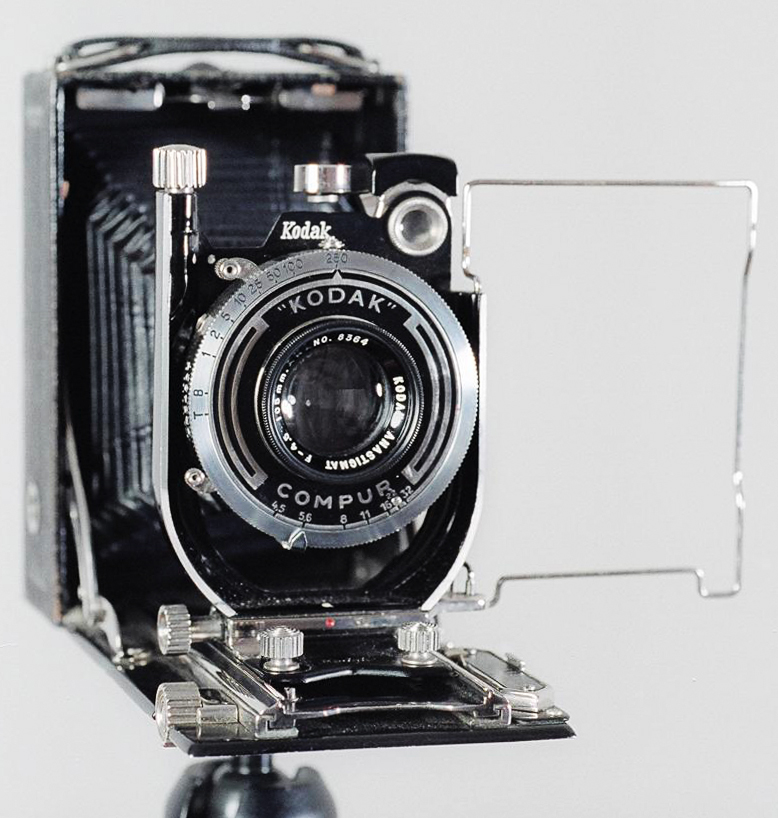
کداک
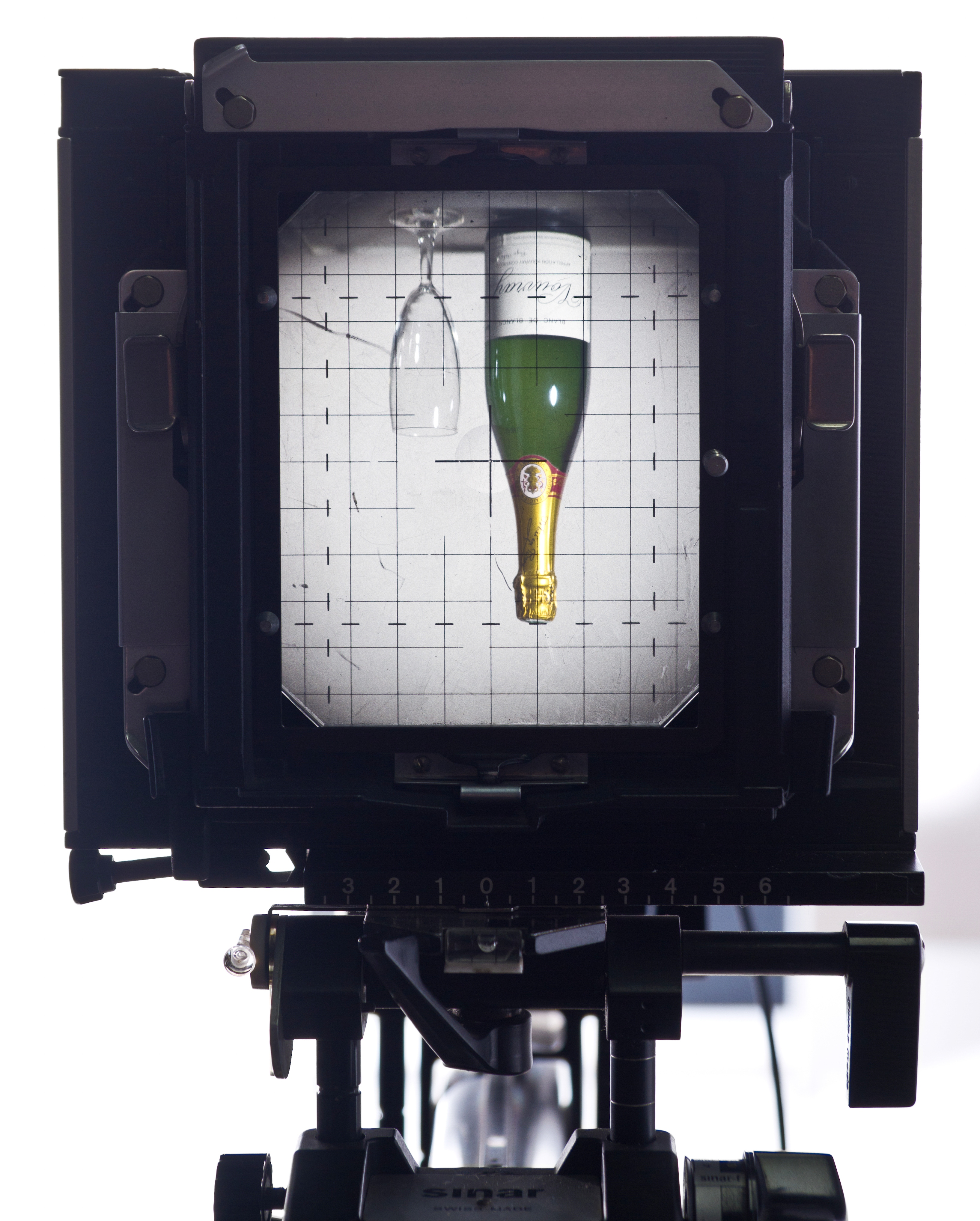
دوربین سینار اف